# Service interarmées des munitions
Le Service interarmées des munitions (SIMu) est un organisme interarmées des forces armées françaises créé par un arrêté le 25 mars 2011. Il est constitué de pyrotechniciens (ex-artificiers) de l'Armée de Terre, des mécaniciens armements de l'Armée de l'Air et de l'Espace, de pyrotechniciens de la Marine, des ingénieur corps des ingénieurs des études et techniques de l'armement et de personnel civil de la Défense, dont des ouvriers d'État en pyrotechnie.

## Mission

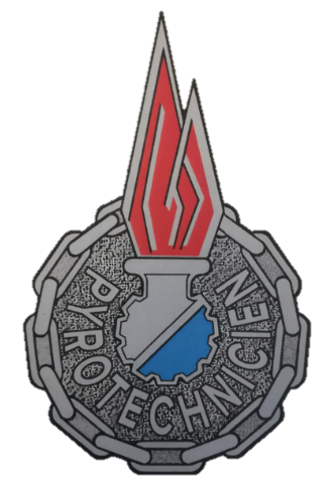
Insigne de l'amicale des pyrotechniciens des armées (APYRA) cf. paragraphe "Traditions et patrimoine" ci-dessous.

L'objectif opérationnel du SIMu est :
- de mettre à disposition des forces, en tous lieux et en tout temps, des munitions et explosifs de toutes natures en quantité et en qualité requises ;
- de projeter des pyrotechniciens militaires qualifiés et entraînés appartenant au SIMu.

Ce service participe à l'acquisition des munitions et des dispositifs pyrotechniques au profit des armées. Il en assure la gestion, le stockage, la maintenance, ainsi que le ravitaillement des forces et l'élimination des munitions déclassées. Il contribue à la réglementation concernant les munitions et représente le ministère français de la Défense dans les accords dans le domaine des munitions de l’OTAN.
Les marchés relevant de la responsabilité de la direction générale de l'Armement ainsi que les armes nucléaires et leurs vecteurs sont exclus de sa compétence.
Le SIMu est aussi chargé de l'exploitation des sites pyrotechniques en métropole, en outre-mer et à l'étranger. Les dépôts et groupements munitions sont des zones de défense hautement sensibles, des sites SEVESO ainsi que des installations classées pour la protection de l’environnement (ICPE). Leurs défenses et leurs gardes sont assurés par les trois armées et principalement par les sections cynophiles de l'Armée de Terre appartenant au 132e régiment d'infanterie cynotechnique et aux fusiliers-commandos de l'Armée de l'Air.
En 2015, il gère 120 000 tonnes de munitions, dont plus de 20 000 à éliminer, pour une valeur totale de 8,5 milliards d’euros.
Au sein de chaque emprise, les munitions sont stockées selon les règles de sécurité pyrotechniques en vigueur et l’étude de sécurité pyrotechnique approuvée par l'IPE, prenant en compte les données techniques de chaque munition, en particulier, leur classe de stockage, leur division de risque et leurs effets en cas d’explosion. Les bâtiments sont séparés par des merlons et comportent une partie soufflable en cas d’explosion.

## Structure

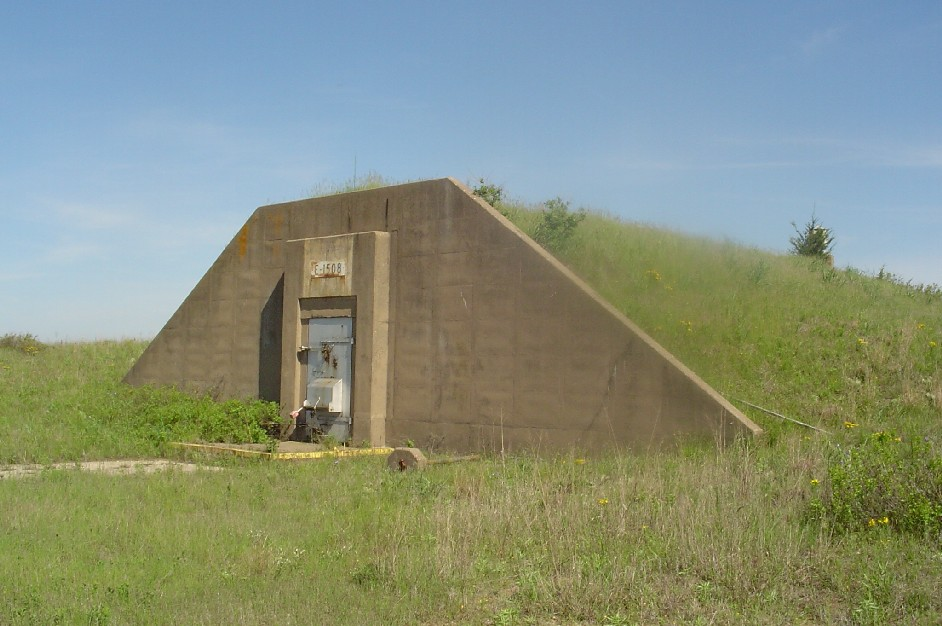
Dépôt de munitions : igloo de stockage modèle américain.

Ce service  dont la direction se situe à l'allée des Matelots à Versailles est rattaché à l'état-major des armées par le biais du Bureau Soutien Munitions de la Division "Soutien de l'activité" .
Son directeur est le contre-amiral Jean-Philippe PERROT
La direction du SIMu (DSIMu) regroupe les sous-directions « conduite », « ingénierie », « performance et  ressources ». Il dispose d'un état-major opérationnel (EMO) au sein de la sous-direction conduite depuis le 1er septembre 2017.
Plusieurs types d’infrastructures de stockage sont mises en œuvre par le SIMu pour conserver les munitions. En 2019, on compte 376 igloos, la structure idéale. Le site de Brienne-le-Château en compte 241 de 400 m2, ce qui représente plus de la moitié du stock national quant à la capacité. Il existe par ailleurs d’autres types d’infrastructures parmi lesquelles 40 magasins enterrés ou semi-enterrés, 388 magasins aériens ou bien encore 38 d’une autre nature : cavernes, shelters, poudrières ou structures métallo-textiles. Trois ateliers sont chargés de la fabrication de munitions pour le NEDEX tandis que 78 autres sont consacrés à la maintenance de munitions de différente nature, qu’il s’agisse de missiles ou de petites munitions.
Le SIMu disposait d’un budget de fonctionnement de 9,5 millions d’euros en 2015. Ce budget lui permet de répondre aux besoins principaux suivants : la fabrication d’éléments NEDEX, les fournitures nécessaires aux opérations de MCO réalisées en interne, l’acquisition et l’entretien des équipements nécessaires à l’exécution de ses tâches, ses frais de déplacements et frais divers, les éliminations de munitions (soit 3,6 millions d’euros par an), les visites détaillées effectuées par la DGA/TT (soit environ un million d’euros par an).

### Format actuel du SIMu
Le service dispose de 5 établissements principaux depuis 2023,,,.

#### Établissement principal des munitions «Champagne-Lorraine»
Créé le 22 juin 2017, de la fusion de l'EPMu « Alsace-Lorraine » et de l'EPMu « Champagne-Picardie »,.
Il comprend :
- une direction située à Brienne-le-Château (BdD de Saint-Dizier - Chaumont) ;
- le Groupement Munitions de Brienne-le-Château ;
- le Groupement de Soutien et de Formation (ex- Groupement de Soutien et de Projection) de Brienne-le-Château ;
- le Groupement Munitions du Rozelier (BdD de Verdun) ;
- le Groupement Munitions de Neubourg (BdD de Strasbourg - Haguenau).

#### Établissement principal des munitions «Centre - Aquitaine»
Créé le 6 septembre 2017, de la fusion de l'EPMu « Centre » et de l'EPMu « Aquitaine ».
Il comprend :
- une direction située à Savigny-en-Septaine sur le site de la base aérienne no 702 ;
- le Groupement Munitions de Savigny-en-Septaine ;
- le Groupement Munitions de Cazaux ;
- le Groupement Munitions de Sedzere.

#### Établissement principal des munitions «Bretagne»
Créé le 23 juin 2011.
Il comprend :
- une direction située à la pyrotechnie de Saint-Nicolas à Guipavas ;
- la Section Munitions de Coëtquidan ;
- le Groupement Munitions de Saint-Nicolas.

#### Établissement principal des munitions «Méditerranée»
Crée le 11 mai 2023.
Il comprend :
- une direction située dans l'emprise du port militaire de Toulon ;
- le Groupement Munitions de Toulon. Il est aussi nommée Pyrotechnie de Toulon ;
- le Groupement Munitions de Tourris ;
- le Groupement Munitions de Solenzara.

#### Établissement principal des munitions «Provence»
Crée le 11 mai 2023.
Il comprend :
- une direction située à Miramas (BdD de Istres) ;
- le Groupement Munitions de Canjuers (installé dans le camp de Canjuers) ;
- le Groupement Munitions de Fontvieille ;
- le Groupement Munitions de Miramas.

### Dépôts de munitions outre-mer
Rattachés à la direction du SIMu, les dépôts de munitions outre-mer sont sous le commandement des six officiers DL SIMu (détachement de liaison du SIMu) pour le soutien des forces. Ils sont au nombre de neuf :
Zone Pacifique
- le dépôt de munitions de Nandaï, Nouméa, Nouvelle-Calédonie. Ce dépôt du SIMu est implanté dans un camp du Régiment d'infanterie de marine du Pacifique - Nouvelle-Calédonie.
- le dépôt de munitions de Papeari, Teva I Uta, Tahiti.

Zone Sud de l'océan Indien
- le dépôt de munitions de la plaine des Cafres, Bourg-Murat, Le Tampon, La Réunion[15].

Zone Antilles-Guyane
- le dépôt de munitions de la Pointe des Sables, Fort-de-France, Martinique[16] inauguré le 6 juin 2014[17] ;
- le dépôt de munitions de la Montagne des Serpents, Roura, Guyane.

Zone Afrique centrale et de l'ouest
- le dépôt de Port Bouët en Côte d'Ivoire ;
- le dépôt de Senghor au Sénégal. Ce dépôt n'est plus exploité par le SIMu depuis le 1er juillet 2020 et a été entièrement déconstruit le 24 septembre 2020 ;
- le dépôt du Camp de Gaulle au Gabon.

À Djibouti
- le dépôt de La Doudah à Djibouti.

Aux Émirats arabes unis
- le dépôt de Zayed Military City.

### Dépôts de munitions en opérations
Les dépôts de munitions en opérations extérieures sont placés sous la responsabilité des commandants des forces des opérations (COMANFOR).

## Histoire

### Le service des Poudres

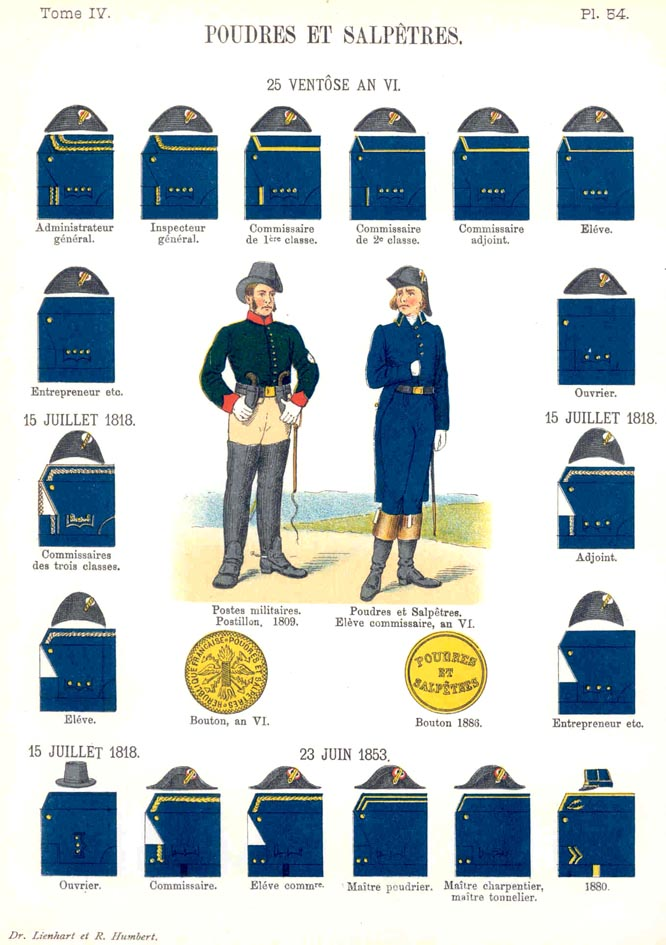
Planche 54 du tome IV des « Uniformes de l'armée française », par le docteur Constant Lienhart et le professeur René Humbert : Services des poudres et salpêtres en 1853.

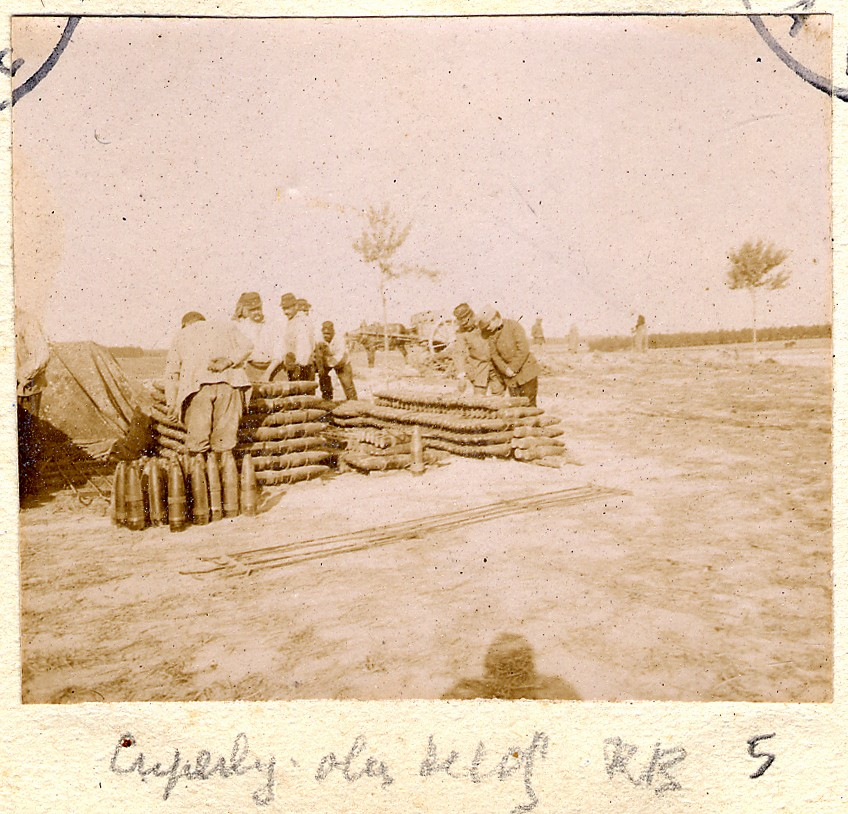
Obus de calibre 105 mm en 1916 dans un dépôt d'artillerie à Cuperly (Marne), possiblement au camp de Châlons.

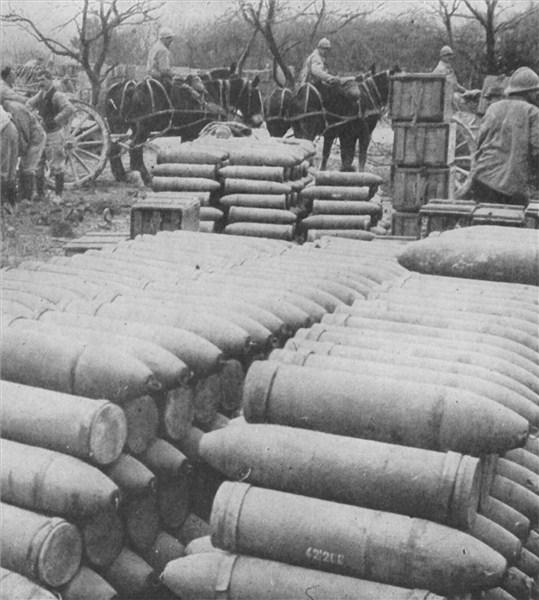
Dépôt d'obus d’artillerie durant la bataille de Verdun.

Le Service des Poudres est le premier service qui s'occupe des poudres et explosifs en France dès le XIVe siècle.
- 1338 : le grand maître des arbalétriers est chargé de développer une nouvelle arme, l'artillerie, ainsi que les moyens de fabriquer les canons et la poudre noire nécessaire à son utilisation.
- 1420 : le roi nomme un « général maître de l'artillerie », toujours subordonné au Grand Maître des Arbalétriers, mais le développement de la nouvelle arme conduit à la fin du siècle à la création d'une « Grande Maîtrise » indépendante.

Divers textes, dont notamment des édits ou ordonnances d'Henri II (1547), Charles IX (1566, 1572), Henri III (1582), Henri IV (1601), Louis XIII (1628)… réglementent la collecte du salpêtre, les conditions de son raffinage et de sa conservation, le contrôle de sa qualité, à partir de cette période. La récolte du salpêtre destiné aux « maîtres poudriers », petits industriels indépendants exploitant les nombreux moulins à poudres établis sur l'ensemble du territoire.
- 1601 : la charge de grand maître de l'artillerie apparaît en remplacement de celle de grand maître des arbalétriers. Elle est érigée en grand office de la couronne en 1601 par Henri IV en faveur du duc de Sully.
- 1633 : Louis XIV confie l'ensemble de la production des poudres et salpêtres à un Fermier Général unique, dont le premier fut François Berthelot. Il crée aussi des offices de surintendant et de commissaire général des poudres et salpêtres, membres du Conseil d'État.
- 1775 : création de la « Régie royale des poudres et salpêtres », organisme à financement privé ayant à sa tête quatre Régisseurs nommés par le Roi, parmi lesquels Antoine Lavoisier tenait un rôle primordial pour l'organisation technique des productions[19],[20].
- 1791 : la Révolution « nationalise » la Régie, les employés deviennent fonctionnaire de l'administration des Finances.
- 1794 : création en deux temps de l'« Agence des Poudres et Salpêtres » (une agence publique et une agence privée qui seront fusionnée la même année).
- 13 fructidor an V(30 août 1797) : Loi sur le régime des Poudres et Explosifs.
- 1800 : le Consulat recrée une Régie.
- 1819 : recréation du Services des Poudres et Salpêtres[note 2].
- 1914 : appel aux munitionnettes pour pallier l'effort de guerre de production de munitions.
- 1941: création de l'Omnium des Produits Azotiques (OPA), intermédiaire entre l’Etat français et la Kölner Rottweil Aktien Gesellschaft (KR), filiale allemande de l’IG Farben, représentant le gouvernement allemand pour l’achat de poudres et d’explosifs aux poudreries nationales d’Angoulême, Blancpignon, Saint Médard, Toulouse, Ripault et Bergerac. Elle commande 37 tonnes de Zyklon B à l'usine française d'Ugine[21]. Son siège social est au 11, rue de Téhéran à Paris et ses bureaux au 91, rue Jouffroy d'Abbans[22].
- 1970 : suppression du monopole d'État.
- 1971 : transmission des activités industrielles à la Société nationale des poudres et des explosifs.

Il subsista cependant jusque dans les années 1990 un « Service technique des poudres et explosifs » chargé de la gestion des tâches restant à la charge des Armées (études long terme, gestion de personnels sous statut et de sites non apportés à la SNPE, etc.),.

### Les unités ancêtres du SIMu
De 1971 à 2010, les dépôts munitions ainsi que les sections munitions sont rattachés par armée.
- L'armée de Terre rattachera ses artificiers à l'arme du Matériel et les compagnies et sections de munitions feront partie intégrante des régiments du matériel. Ceux-ci sont principalement spécialisés en gestion de stockage, en désobusage et en destruction de munitions conventionnelles ne pouvant plus être délivrées aux unités de par leurs instabilités ou leur état.
- L'armée de l'Air rattachera ses pétaf. aux bases aériennes. Ceux-ci sont principalement spécialisés en montage de bombes et missiles et en approvisionnement en munitions des aéronefs.
- La Marine n'utilisera quasiment que des personnels civils ouvriers d'État spécialisés en pyrotechnie qui seront principalement employés sur les pyrotechnies de Brest et Toulon. Ceux-ci ne sont pas des personnels navigants ni des personnels projetables en opérations du fait de leurs statuts.

Les dépôts de l'armée de l'Air et de l'armée de Terre sont constitués pour moitié de personnels militaires et pour moitié de personnels civils aux statuts de fonctionnaires ou d'ouvriers d'État.

### Création du SIMu
Dans le cadre d'une révision générale des politiques publiques lancée en 2007, il a été décidé de fusionner les services s'occupant des munitions conventionnelles des branches de l’armée française en une seule entité. Un document du 5 février 2010 indique que ce service aurait dû être créé le 1er juillet 2010, comprendre 6 sites et employer 1 763 personnes dont 725 militaires et 1 038 civils.
Depuis sa création et, en vertu du plan « SIMu 2019 », le service a vu ses effectifs réduits de 22 %, soit environ 500 pyrotechniciens en moins de 2008 à 2019, alors que ses missions sont restées identiques, avec un très lourd surcroît d’activité dû au regroupement des dépôts. Le référentiel des effectifs en organisation (REO) 2015 décrit 1 390 postes, dont 85 officiers, 298 sous-officiers, 149 militaires du rang et 858 civils (51 de catégorie A, 49 de catégorie B, 122 de catégorie C et 636 ouvriers de l’État). Au 31 octobre 2015, les effectifs réalisés sont de 1 289 personnes composés à hauteur de 40 % par du personnel militaire et de 60 % par du personnel civil. Le nouveau projet de service s'appelle « SIMu 2025 ».

### Dépôt dissous après la création du SIMu
Le dépôt de munitions de l'armée de l'Air de Crépey en Meurthe-et-Moselle. Utilisé dès 1919, il est achevé en 1936 puis fermé le 21 mai 2014. Il porta les noms suivants : Compagnie de Munitions 642, DRMu 04.651, ESMu 04.651. Il faisait partie de l'Établissement principal des munitions Alsace-Lorraine.
Le dépôt de munitions de l'armée de l'Air de Crépy-en-Laonnois dans l'Aisne.Construit en 1935, il porta les noms suivants : DRMu 04.652, DRMu Emile Dewoitine, ESMu 04.652. Il faisait partie de l'Établissement principal des munitions Champagne-Picardie.
Le dépôt de Allemant dans la Marne. Il faisait partie de l'Établissement principal des munitions Champagne-Picardie.

### Format 2011 à 2019
Les vingt dépôts de munitions des trois armées en service en 2010 (dix de l’armée de Terre, six de l’armée de l’Air et quatre de la Marine) et sept dépôts outre-mer et à l’étranger sont regroupés au sein de sept établissements principaux des munitions (EPMu) en 2011 et dix dépôts outre-mer. Dans le cadre du plan « SIMu 2019 », la fusion des échelons de direction des Établissements principaux des munitions (EPMu) a lieu pour permettre de passer de sept EPMu à quatre.

#### Établissement principal des munitions «Alsace-Lorraine»
Créé le 19 juin 2011, il était situé au Rozelier à Sommedieue (Meuse), sur la base de Défense de Verdun. L'effectif à sa création était de 102 militaires et de 80 civils.
Il comprenait :
1. une direction située au Rozelier (BdD de Verdun).
2. le Groupement Munitions du Rozelier (BdD de Verdun). Construit par les forces américaines en 1959-1960, repris par les forces françaises en 1967. Il porta les noms suivants : 14e compagnie munitions du 9e régiment du matériel puis 5e compagnie munitions du 1er RMAT[31].
3. le Groupement Munitions de Neubourg (BdD de Strasbourg-Haguenau). Construit en 1932 pour stocker les munitions de la ligne Maginot. Il porta les noms suivants : groupement technique de l'établissement régional du matériel de Gresswiller puis 14e compagnie munitions du 6e RMAT puis 7e compagnie munitions du 1er RMAT[31].

Lors des annonces du 15 octobre 2014, est annoncée la fusion des EPMu « Champagne-Picardie » et « Alsace-Lorraine » entre 2015 et 2019.
La section de munitions (SMu) 33-870 de Crépey, dissoute le 21 mai 2014, était rattachée à l’Établissement principal des munitions Alsace-Lorraine depuis 2011. Son insigne de tradition ainsi qu’une maquette de missile air-air Matra R.511 sont conservés au Rozelier.
L’établissement principal des munitions Alsace-Lorraine a été dissous le 22 juin 2017. Les groupements munitions Le Rozelier et Neubourg sont désormais rattachés à l’établissement principal des munitions Champagne-Lorraine, dont le commandement est situé à Brienne-le-Château.

#### Établissement principal des munitions «Aquitaine»
Créé le 19 mai 2011, il est situé sur le site de la base aérienne no 120. Il emploie, en 2011, 54 militaires et 38 civils.
Il comprend :
- le Groupement Munitions de Cazaux. Construit en 1974, il porta les noms suivants : DMu no 04/653, ESMu 04/653 et comprend neuf groupes de munitions de l'Armée de l'air française[32] ;
- le Groupement Munitions de Sedzere. Construit en 1954, il fut reconstruit en 2003. Il porta les noms suivants : 5e compagnie munitions de Sedzère du 3e régiment du matériel[27].

#### Établissement principal des munitions «Bretagne»
Créé le 23 juin 2011, il est situé à l'ex pyrotechnie Saint-Nicolas à Guipavas. Il emploie, en 2011, 11 militaires et 179 civils.
Il comprend :
- la Section Munitions de Coëtquidan. Il porta les noms suivants : 14e compagnie munitions du 2e régiment du matériel[27] ;
- le Groupement munitions de Saint-Nicolas. Créé en 1860, il fut occupé par l'armée allemande de 1940 à 1944, il fut sous la responsabilité de la DGA à partir de 1997 puis sous la responsabilité du service de soutien de la flotte de l'arsenal de Brest[33] à partir de 2000.

#### Établissement principal des munitions «Centre»
Créé le 19 juin 2011, il est situé à Savigny-en-Septaine sur le site de la base aérienne 702 Avord. Il emploie, en 2011, 94 militaires et 90 civils et il est réparti sur 400 hectares.
Il comprend :
- le Groupement Munitions de Savigny-en-Septaine. Construit en 1957, il porta les noms suivants : entrepôt de munitions no 605, Entrepôt de l'Armée de l'Air no 605, équipe technique armements munitions 63.600, section de transit et de contrôle no 11.605 ;
- le Groupement Munitions de Salbris issue de l'ex-détachement munitions Terre à Salbris[34],[35].

Lors des annonces du 15 octobre 2014, est annoncé la fermeture à l'été 2017 du Groupement Munitions de Salbris.

#### Établissement principal des munitions «Champagne-Picardie»
Créé le 19 juin 2011, il est situé à Brienne-le-Château (Aube), il emploie, en 2011, 170 militaires et 134 employés civils,.
Il comprend :
- le Groupement Munitions de Brienne-le-Château, issue de l'ETAMAT de Brienne-le-Château. Celui-ci abrite la zone d’entraînement « métier munitions » du SIMu[37] ;
- le Groupement Munitions de Connantray-Vaurefroy. Construit en 1960 par les forces américaines, il porta les noms suivants : en 1975, 771e Compagnie Munitions ; en 1977, 771e Groupement de Munitions ; en 1985, 4e CMu du 8e RMAT ; en 1990, 4e CMu du 4e RMAT ; en 1992, détachement de l'ETAMAT de Brienne-le-Château ; en 1996, 6e Compagnie de Munitions du 1er RMAT ; en 1999, 4e CMu du 8e RMAT puis en 2005, 6e CMu du 1er RMAT[27],[note 5],[38].

Lors des annonces du 15 octobre 2014, est annoncé la fermeture à l'été 2016 du Groupement Munitions de Connantray, ainsi que le regroupement des EPMu « Champagne-Picardie » et « Alsace-Lorraine » entre 2015 et 2019.

#### Établissement principal des munitions «Méditerranée»
Crée le 29 juin 2011, il est situé dans la pyrotechnie de Toulon. Il emploie, en 2011, 3 ingénieurs de l’armement, 64 militaires des trois armées et 238 civils.
Il comprend :
- le Groupement Munitions de Toulon dans l'emprise du port militaire de Toulon. Il est aussi nommée Pyrotechnie de Toulon. Son emprise est de 90 hectares et, en 2008, environ 2 000 t de munitions y sont entreposées[40] ;
- le Groupement Munitions de Tourris ;
- le Groupement Munitions de Canjuers (installé dans le camp de Canjuers). Il porta les noms de : 5e compagnie munitions de Canjuers du 4e régiment du matériel et de ERGMu de Canjuers ;
- le Groupement Munitions de Solenzara issue de la base aérienne 126 Solenzara.

#### Établissement principal des munitions «Provence»
Créé le 27 mai 2011, il est situé à Miramas (Bouches-du-Rhône). Il emploie, en 2011, environ 120 militaires et 101 personnels civils.
Il comprend :
- le Groupement Munitions de Billard. Créé le 7 août 1935, il a été évacué en 1966 puis reconstruit en 1985. Il a été rattaché à l'ETAMAT de St Egrève puis de Lyon et enfin devient une section munitions du 7e RMAT[note 6],[35] ;
- le Groupement Munitions de Fontvielle issue du dépôt Marine de Fontvieille ;
- le Groupement Munitions de Miramas. Créé en 1923 en tant que parc d'artillerie d'Istres-Miramas. Il porta les noms suivants : détachement du 4e régiment du matériel[41] et ERGMu de Miramas[27].

Lors des annonces du 15 octobre 2014, est annoncé la fermeture à l'été 2015 du Groupement Munitions de Billard ainsi que la fermeture du Groupement Munitions de Fontvieille à l'été 2019. En juillet 2016, la fermeture de Fontvielle est reporté en attente de la fin des travaux de modernisation à Miramas.

### Directeur du SIMu depuis sa création
| Année de commandement          | Grade durant son commandement | Prénom Nom           |
| ------------------------------ | ----------------------------- | -------------------- |
| 25 mars 2011 au 1er août 2015  | général de division           | Stéphane Ovaere      |
| 1er août 2015 au 1er mars 2018 | général de division aérienne  | Philippe Toubin      |
| 1er mars 2018 au 14 août 2022  | général de division           | Noël Olivier         |
| 15 août 2022au 31 juillet 2025 | général de division           | Eric Laval           |
| 1er août 2025                  | contre-amiral                 | Jean-Philippe Perrot |

## Faits divers

### Vol de munitions en 2015
Le 7 juillet 2015 a lieu sur le site de Miramas un important vol de munitions. Celui-ci a entraîné des enquêtes militaires et civiles. Durant celles-ci le CEMA, a augmenté le dispositif cuirasse au sein des établissements munitions.

## Traditions et patrimoine

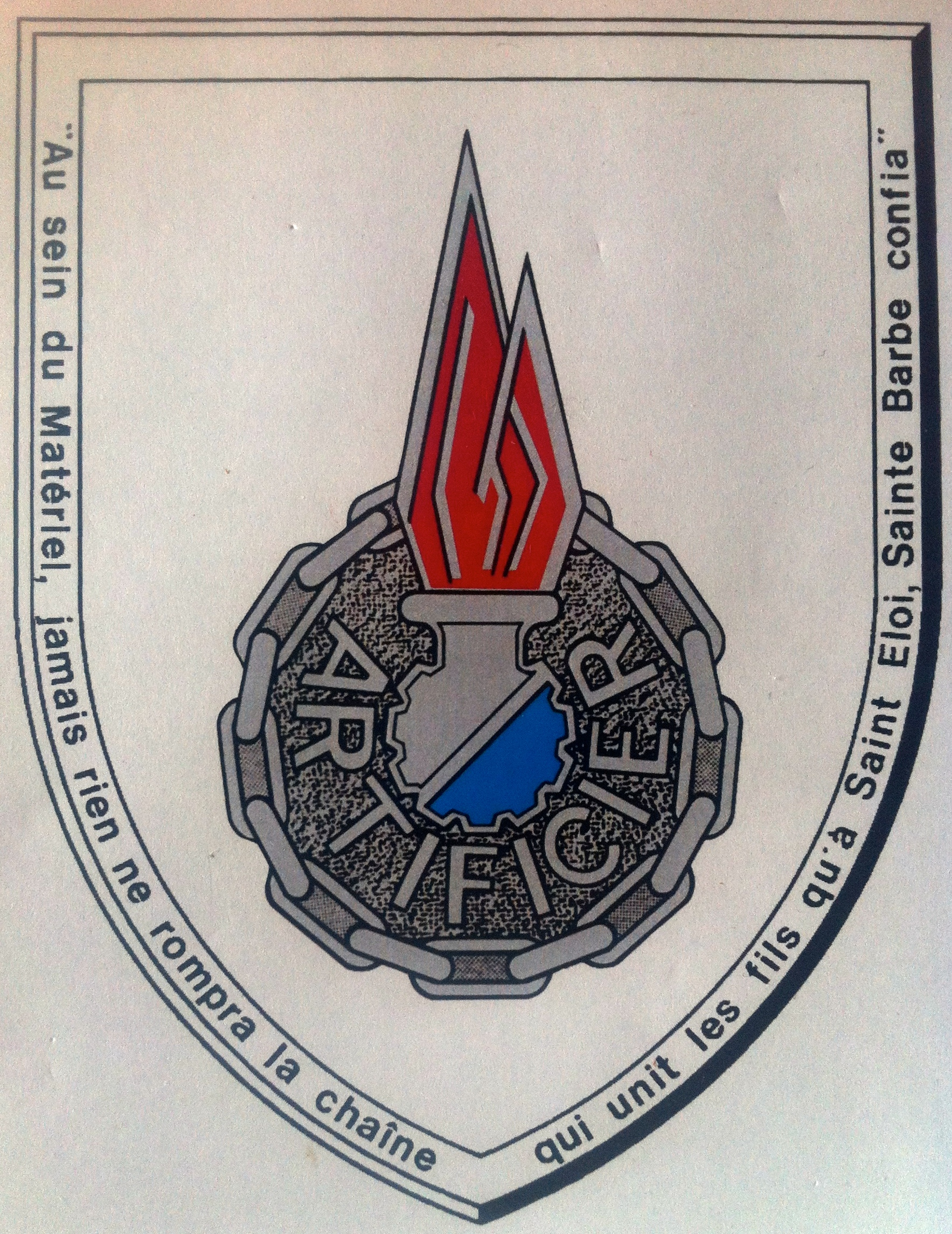
Ex-insigne de l'amicale des artificiers du Matériel de l'Armée de terre (association loi de 1901), devenue en 2016 APYRA (amicale des pyrotechniciens des armées).

Créé par arrêté le 25 mars 2011, son fanion a été remis à son premier directeur le 6 mai 2011.

### Héraldique
- Description de l'insigne du SIMu (visible en haut de cette page) : de forme générale, écu français ancien d’or. Rempli de bleu roi. En abîme, une explosion sang et or. Au centre, les insignes du services des poudres et l'insigne interarmées fusionnés.

La forme générale rappelle la forme d'un obus, le bleu est la couleur de l'interarmées, l'insigne du services des poudres lie le service au passé et l'explosion confirme la spécificité technique du services.

### Fête d'arme

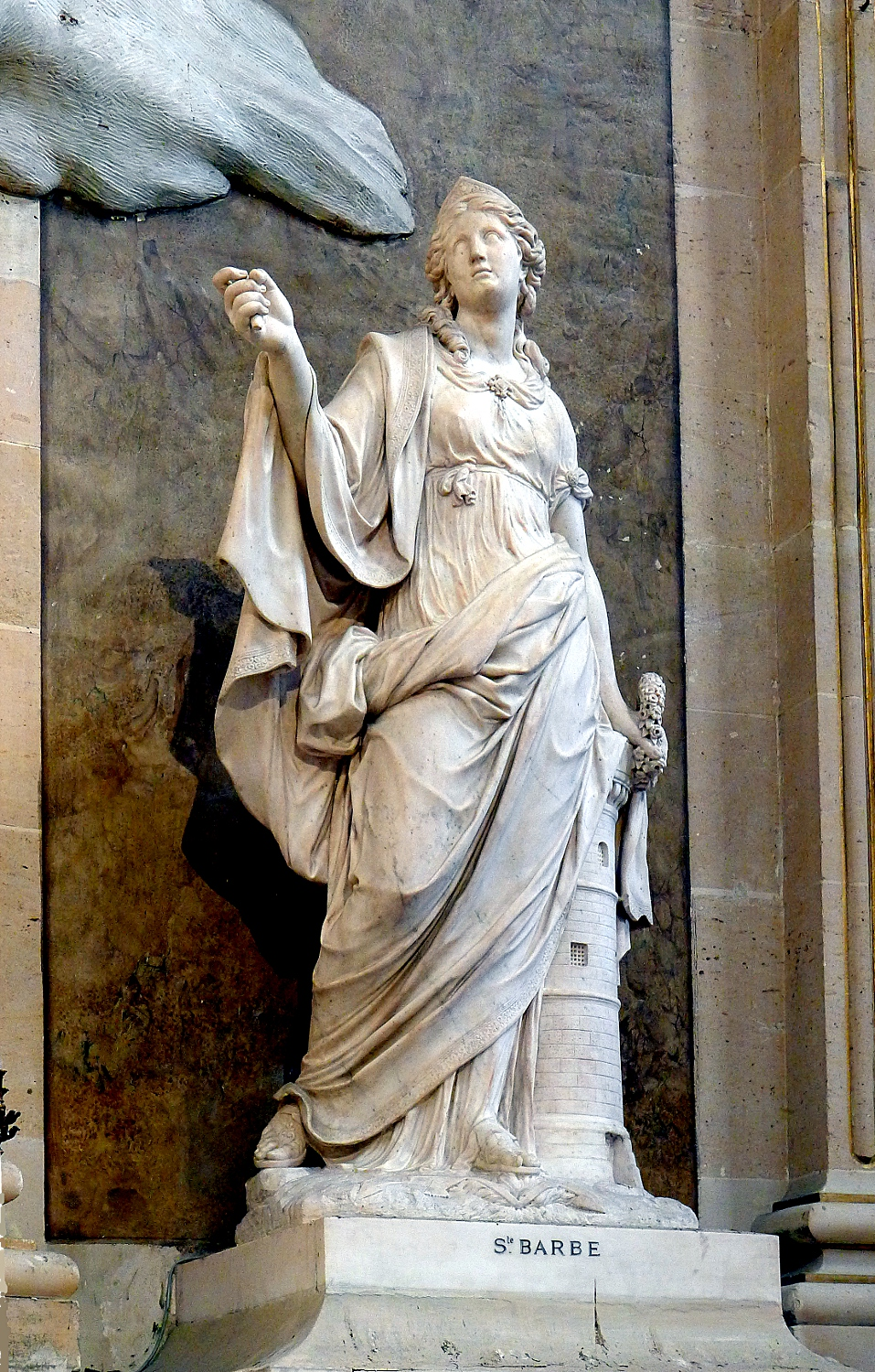
Sainte Barbe de l'église Saint-Roch - anonyme.

Les personnels du SIMu sont placés sous le patronage de sainte Barbe qui, pour avoir refusé d'abjurer sa foi fut enfermée dans une tour. Son père y mit le feu pour la punir. Sainte Barbe réussit à s'enfuir mais fut retrouvée par son père, qui lui arracha les seins puis la décapita. Le ciel aussitôt foudroya ce père indigne. Elle est célébrée le 4 décembre, et il s'agit donc de la fête de tous les artilleurs, les sapeurs, les canonniers, les artificiers, les pyrotechniciens, les ingénieurs de combat, les métallurgistes, les démineurs et autres corporations liées au feu.

### Calot de tradition
Les personnels issus de l'Armée de Terre peuvent porter le calot de tradition de l'arme du Matériel.
Les calots, aussi appelés bonnets de police, sont de couleur bleu foncé avec un fond et un passepoil de couleur gris de plomb.

### Surnoms et appellations
Le personnel constituant le service est issu des différentes spécialités liées aux munitions de chaque armée. De ce fait, il porte des appellations différentes en fonction de leurs armées d'origine :
Les artificiers issus de l'Armée de Terre sont surnommés artifs, pétardiers.
Les mécaniciens armements issus de l'Armée de l'Air sont surnommés Pétaf (Pyro Électro Technicien en Armement et Fusée).
Les pyrotechniciens sont issus de la Marine et sont surnommés Boum.
Le personnel civil issu des trois armées sont ouvriers d'État en pyrotechnie ou fonctionnaires.

### Amicale des Pyrotechniciens des Armées (APYRA)
L'APYRA, association loi de 1901 réputée d’intérêt général, a pour buts :
- de conserver et de resserrer les liens d'amitié fraternelle entre les artificiers et les pyrotechniciens des Armées ;
- de développer l'esprit de solidarité ;
- de conserver au mieux le contact entre tous ses membres ;
- d‘œuvrer en toutes circonstances pour le renom de la spécialité ;
- d'améliorer l'information afin de faire mieux connaître les spécificités de la spécialité ;
- de concourir à la formation des jeunes générations et à la sensibilisation du grand public sur les risques présentés par les engins pyrotechniques.
Fort de son dynamisme, l’amicale accueille tous les pyros des armées et donc le personnel du SIMu.

Pour en savoir plus voir le site internet : http://www.amicaledespyrotechniciens.fr/

## Lieux de mémoire

### En France
- À la suite de la fermeture du dépôt de Novo Selo, la plaque apposée, le 3 septembre 2003, par le général de Kermabon, représentant les éléments français du Kosovo et baptisant ce dépôt du nom de l'adjudant Patrice Villeminot, mort en service, est revenu en France et est exposée dans le hall d'accueil de la direction du SIMu, à Versailles[17].
- À Bourges, au sein des EMB,une plaque en mémoire des Artificiers morts pour la France est apposée sur le monument au mort du matériel.